# Italiaanse marine
De Italiaanse marine is een van de vier legeronderdelen van Italië. Ze ontstond tijdens de Italiaanse eenwording in 1861 als de Regia Marina, dus Koninklijke Marine. Na de Tweede Wereldoorlog werd het land een republiek, en de marine ging Marina Militare heten.
De Italiaanse kustwacht is een onderdeel van de marine, maar staat onder controle van het Ministerie van Infrastructuur en Transport. Ze telt circa 11 000 manschappen. Er is verder een marinierskorps van zo'n 1300 man. De marine beheert ook de vuurtorens langs de Italiaanse kust.

## Geschiedenis

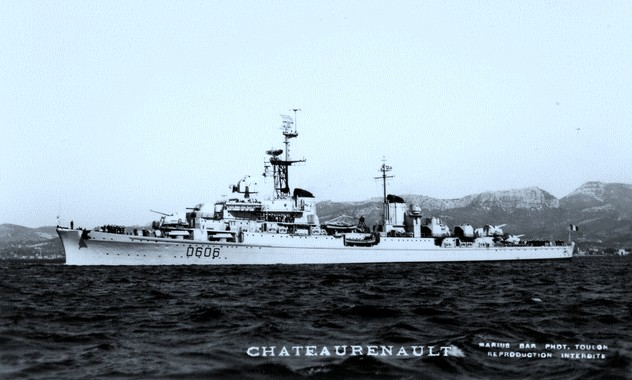
De Franse lichte kruiser Châteaurenault. Dit schip kwam in 1940 bij de Regia Marina, en werd in 1942 getroffen door een Britse torpedo. In 1948 werd het overgedragen aan de Franse marine, samen met zusterschip Scipione Africano en vier torpedobootjagers.

Nadat het land in 1946 een republiek werd, werd de Regia Marina omgedoopt tot de Marina Militare. Die ging verder met wat restte van de vloot, die zwaar gehavend uit de Tweede Wereldoorlog was gekomen. Ook hadden de geallieerden na de oorlog beslag gelegd op een groot aantal schepen, en verboden ze Italië in het Verdrag van Parijs vliegdekschepen, slagschepen, onderzeeërs en amfibische aanvalseenheden te bezitten. Ook militaire installaties op de eilanden Pantelleria, Pianosa en de Pelagische Eilanden waren uit den boze. De marine mocht maximaal 25 000 manschappen en 67 500 ton aan schepen tellen.
Door het begin van de Koude Oorlog veranderde de houding van de westerse landen. Door de toenemende invloed van de Sovjet-Unie ten oosten van Italië, en de strategische ligging in de Middellandse Zee, werd het land een belangrijke bondgenoot. In 1949 tekende Italië mee het oprichtingsverdrag van de NAVO. De Italiaanse marine moest de Adriatische Zee en het Kanaal van Otranto bewaken. Begin jaren 1950 werd het verbod op onderzeeërs geschrapt en begon de wederopbouw van de marine. In het kader van het Mutual Defense Aid Program leverde de VS onder meer twee Bensonklasse-torpedobootjagers.
In 1956 herrees de marineluchtvaartdienst toen men Bell 47-helikopters begon te beproeven voor de geplande Carlo Bergaminiklasse-fregatten. In 1958 ving een bouwprogramma aan dat onder meer twee Andrea Doriaklasse-kruisers, vier Bergaminiklasse-fregatten, vier Enrico Totiklasse-onderzeeërs en twee torpedobootjagers omvatte. Begin jaren 1960 werden ook drie overtollige Balaoklasse-onderzeeërs overgenomen van de Verenigde Staten. In de tweede helft van dat decennium werd de helikopterkruiser Vittorio Veneto gebouwd, die lange tijd het vlaggenschip van de Italiaanse marine zou zijn. Dit schip bleef tot 2006 in dienst. In 1969 werden ook nog drie oude Amerikaanse Fletcherklasse-torpedobootjagers aangekocht.

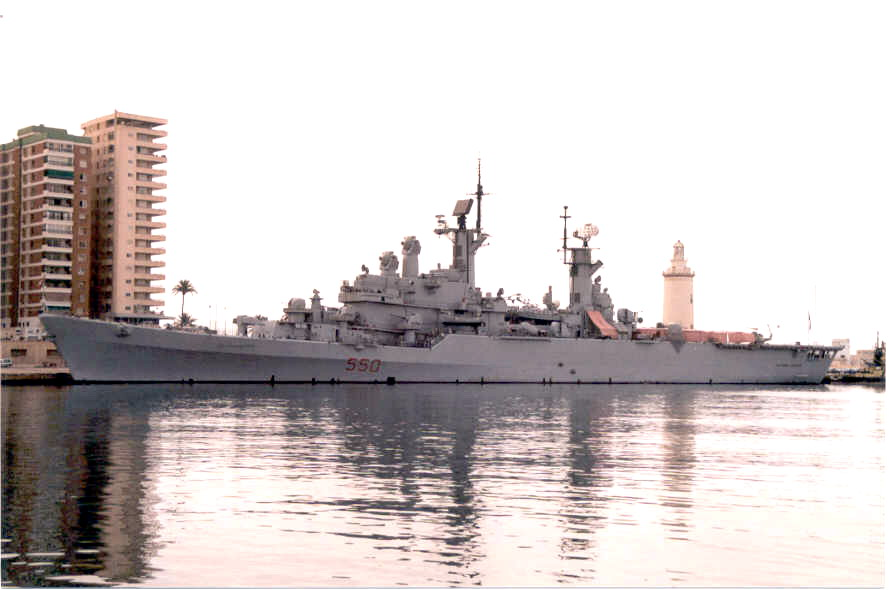
De helikopterkruiser Vittorio Veneto nabij Málaga in 2001. Het schip was van 1969 tot 2006 in dienst, en was tot 1985 het vlaggenschip van de vloot. Vooraan was het uitgerust met een lanceerinrichting voor luchtdoelraketten, achteraan had het een vliegdek met onderliggende hangar.

Begin jaren 1970 moest de marine zich aanpassen aan de grotere Sovjetaanwezigheid in de Middellandse Zee. Die had er een smaldeel gevormd, ondersteund door luchtmachtbases in Noord-Afrika. Ook de voormalige kolonie Libië werd een grotere bedreiging. In 1973 was er een incident, waarbij het korvet Pietro De Cristofaro onder vuur werd genomen door Libische gevechtsvliegtuigen. Daarenboven was de Middellandse Zeevloot van het Verenigd Koninkrijk in 1967 opgedoekt. Van de VS werden nog vier onderzeeërs, twee Gradoklasse-tanklandingsschepen en drie torpedobootjagers gekocht.
Intussen voorzag men dat veel oudere schepen in de jaren 1980 aan vervanging toe waren en werd een nieuw bouwprogramma opgesteld. Het voorzag onder meer in de bouw van het lichte vliegdekschip Giuseppe Garibaldi, dat in 1985 in dienst kwam en het nieuwe vlaggenschip werd, acht Maestraleklasse-fregatten, vier Lupoklasse-fregatten en twee van uiteindelijk acht Sauroklasse-onderzeeërs. Voor het programma werd in totaal duizend miljard lire voorzien. In de jaren 1980 werden ook acht Minervaklasse-korvetten, vier Soldatiklasse-patrouillefregatten, twee Durand de la Penneklasse-torpedobootjagers en twee San Giorgioklasse-landingsplatform/dokschepen gebouwd, met nog een derde schip enkele jaren nadien. Deze schepen hebben een vliegdek en opereren met enkele helikopters. In 1989 werd het in 1947 opgelegde verbod om vliegdekschepen te bezitten opgeheven. De Giuseppe Garibaldi, die tot dan enkel van helikopters was voorzien, kreeg hierop een smaldeel AV-8B Harrier II S/VTOL-gevechtsvliegtuigen.
Tijdens de Irak-Iranoorlog begonnen deze twee landen handelsschepen in de Perzische Golf aan te vallen. Toen in 1987 ook een Italiaans schip door Iran werd aangevallen, werd een marinegroep bestaande uit fregatten en mijnenvegers naar de regio gestuurd. In 1991 keerde men hier weer terug; dit keer vanwege de Golfoorlog tegen Irak. De Italiaanse marine hielp er mee aan het afdwingen van het embargo dat tegen Irak was ingesteld, het ondersteunen van de internationale coalitie die er was binnengevallen en het opruimen van mijnen.

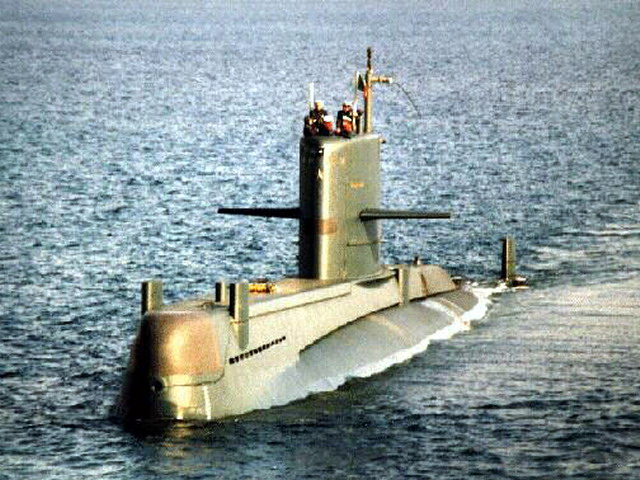
De onderzeeër Nazario Sauro. Het was de eerste boot uit de Sauroklasse, en deed dienst van 1980 tot 2002.

In 1993–94 werd deelgenomen aan de VN-operatie UNSOM II in Somalië, waar onder meer werd geholpen met de noodhulpverlening. In 1997 nam Italië de leiding over een multinationale vredesmacht in Albanië, waar door een financiële crisis geweld was uitgebroken. De marine en kustwacht traden toen ook op tegen illegale immigratie vanuit Albanië over de Adriatische Zee. Ook aan de Oorlog in Afghanistan werd in 2001 deelgenomen. Manschappen van het 1e Regiment San Marco, Italiës marinierskorps, waren met het leger in Kaboel gestationeerd. De Italiaanse marine deed ook mee aan de patrouilles in EU-Operatie Atalanta en NAVO-Operatie Ocean Shield tegen piraterij voor de kust van Somalië. In 2011 ondersteunde men de zeeblokkade onder NAVO-Operatie Unified Protector tegen het regime van de Libische dictator al-Qadhafi, die toen in een burgeroorlog verwikkeld was.
In 2006-07 werden twee Type 212-onderzeeërs – in Italiaanse dienst ook Todaroklasse genoemd – in dienst genomen. Deze waren samen met Duitsland ontworpen. Tien jaar later kwamen daar nog twee stuks bij. In 2007 en 2009 kwamen de twee fregatten van de Orizzonteklasse in dienst, die in samenwerking met Frankrijk waren ontworpen. In 2013 volgde de eerste eenheid van in totaal tien Bergaminiklasse-fregatten. Ook dit type werd samen met Frankrijk ontworpen. Nog in 2009 werd het nieuwe vliegdekschip Cavour in dienst genomen als het nieuwe vlaggenschip van de vloot. De verouderde Harriers van de Giuseppe Garibaldi opereerden vanaf dan op de Cavour, die gebouwd was om met de nieuwe F-35B te werken. Italië neemt deel aan de ontwikkeling van dit Amerikaanse toestel.
In navolging van besparing ten gevolge van de recessie die Italië vanaf 2008 hard trof, begon in 2012 een herstructurering waarbij 21% van het personeel moet afvloeien tegen 2025. Ook een aantal schepen zou daarbij uit dienst worden genomen. Desondanks blijft de marine wel moderniseren. Zo moet tegen 2022 het landing-vliegdekschip Trieste klaar zijn. Dit schip zou met helikopters en F-35B's opereren, en dan de Giuseppe Garibaldi vervangen. Ook zijn zestien PPA-fregatten gepland, die de Minerva-korvetten en verschillende typen patrouilleschepen zouden vervangen. De kiel van het eerste exemplaar werd in mei 2017 gelegd.

## Organisatie

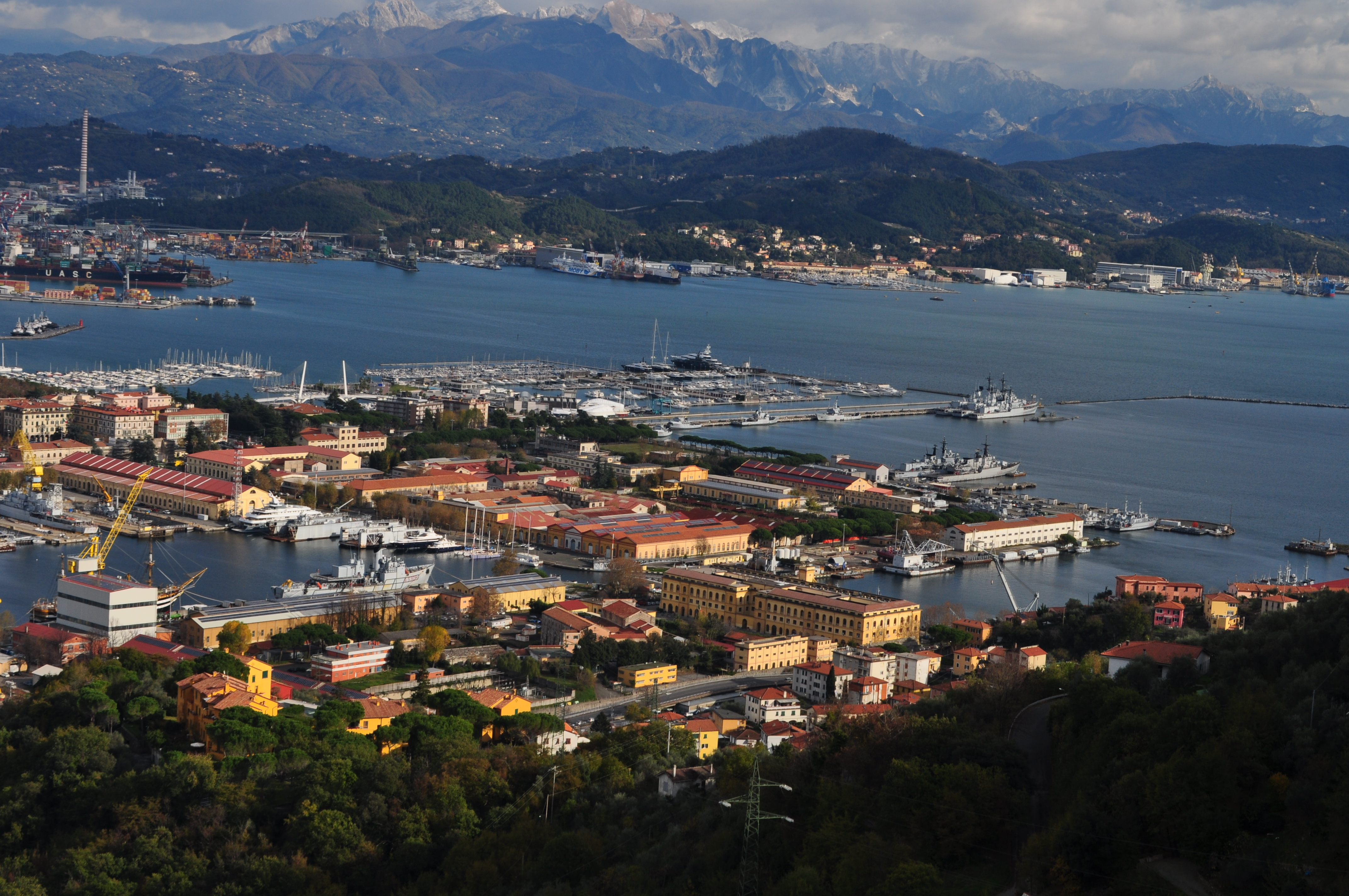
De marinebasis bij La Spezia in november 2015

Zoals de grondwet voorschrijft, is de president van Italië opperbevelhebber van de strijdkrachten, en dus ook van de marine. Operationele leiding wordt gegeven door het Ministerie van Defensie. Aan het hoofd van de marine staat een stafchef. Onder hem vallen:
- de Marinestaf, die de dagelijkse leiding geeft.
- het Marinegeniekorps, de genie.
- het Marinewapenkorps, beheert en onderhoudt de complexe wapensystemen.
- het Maritiem Medisch Korps, de medische ondersteuning.
- de Maritieme Militaire Politie.
- de kustwacht.
- het Korps Bemanningen, de manschappen.

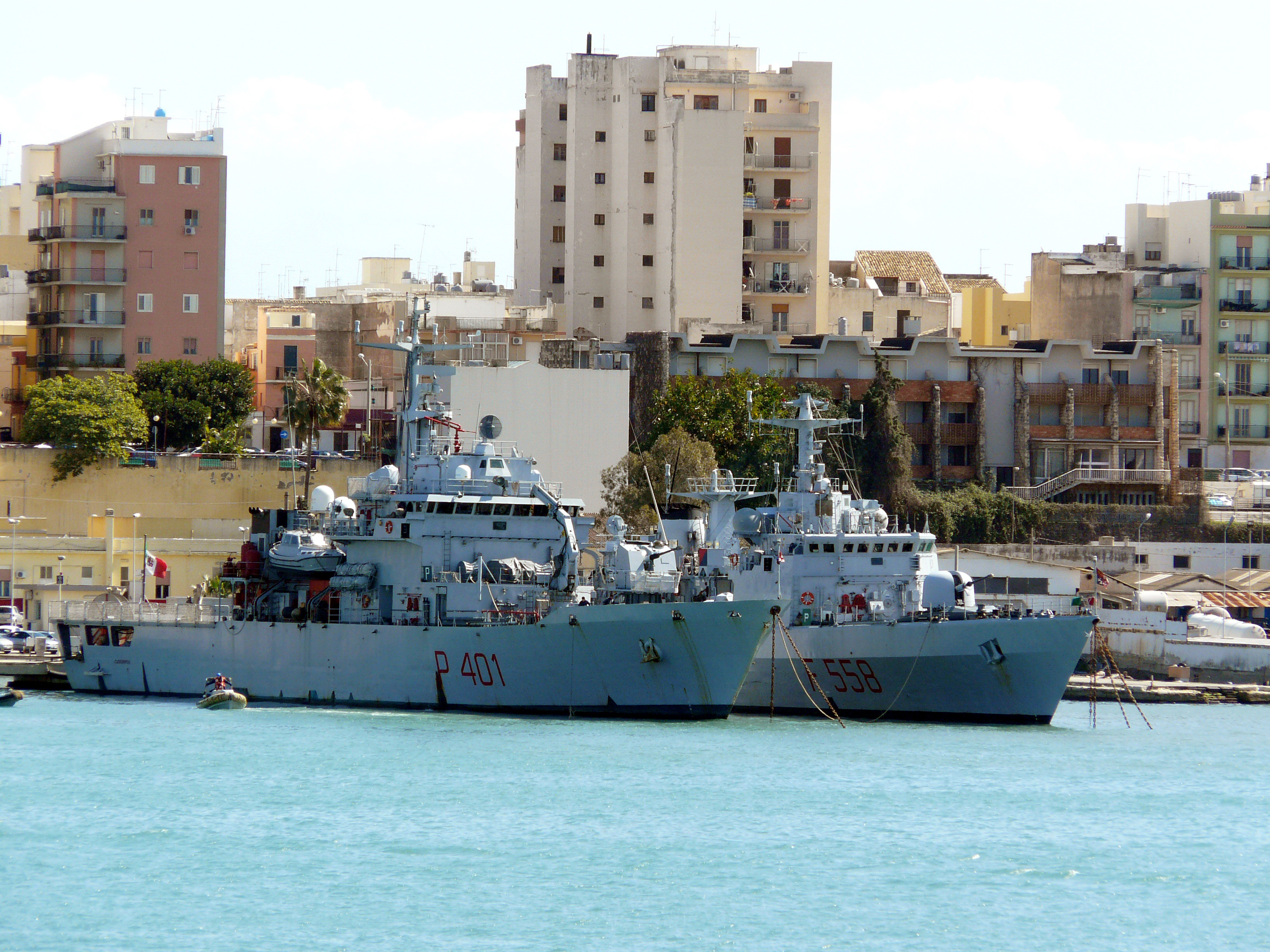
Het patrouilleschip Cassiopea en het korvet Sibilla in de basis van Augusta in maart 2012

In 2013 werden de maritieme departementen hervormd, waarbij hun aantal daalde tot vier logistieke commando's:
- "Noord", met hoofdkwartier in La Spezia.
- "Zuid", met hoofdkwartier in Tarente.
- "Sicilië", met hoofdkwartier in Augusta.
- "Hoofdstad", met hoofdkwartier in Rome.

De marineluchtdienst is gebaseerd op drie militair-civiele vliegvelden. Eén nabij Grottaglie in het zuidoosten, de Luchthaven Catania-Fontanarossa in het oosten van Sicilië en één nabij Sarzana in het noordwesten van Italië.
Sinds de afschaffing van de dienstplicht in 2004, is de militaire dienst in Italië geheel vrijwillig. De leeftijdsgrens is 17 tot 38 jaar.

## Inventaris

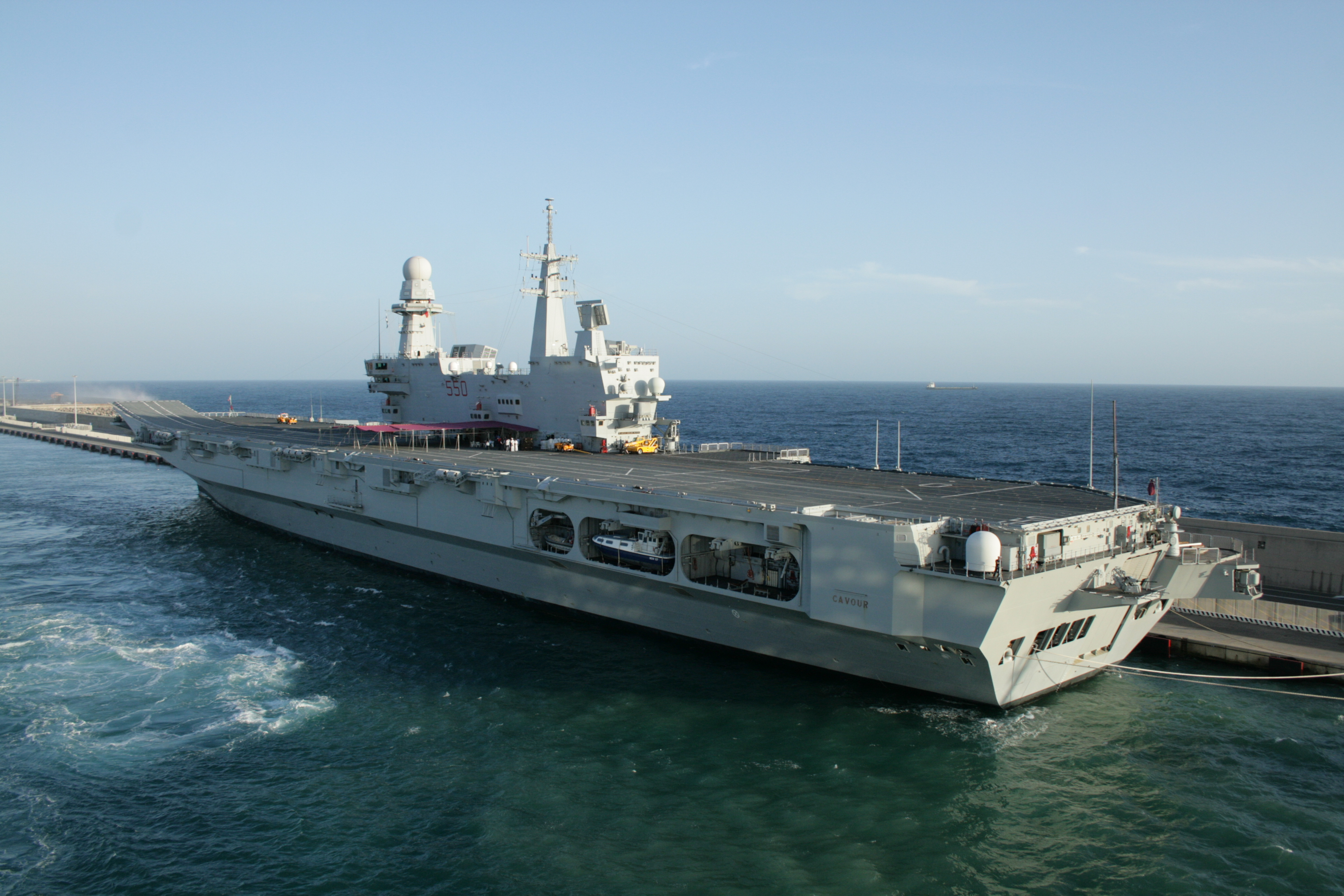
Het vliegdekschip Cavour; sinds 2009 in dienst en het huidige vlaggenschip

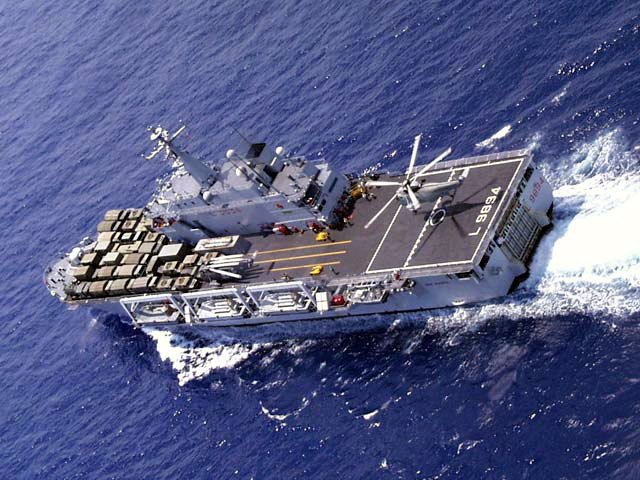
Het LPD San Giusto. Dit type kan voertuigen en materieel transporteren en heeft een vliegdek.

De Italiaanse marine opereert moderne schepen van alle typen:
- Cavour vliegdekschip en het vlaggenschip – 27 900 ton; in 2009 in dienst genomen. Het opereert met tien V/STOL-vliegtuigen en twaalf helikopters, en is ook bewapend met 32 Aster-luchtdoelraketten.
- Giuseppe Garibaldi vliegdekschip – 13 850 ton; in 1985 in dienst genomen. Dit lichte vliegdekschip opereert met tot zestien V/STOL-vliegtuigen of achttien helikopters. Het is bewapend met acht luchtdoelraketten en zes torpedobuizen.
- San Giorgioklasse landingsplatform/dok (LPD) – 3 schepen van circa 8000 ton; tussen 1988 en 1994 in dienst genomen. Ze hebben een doorlopend vliegdek en opereren met drie tot vijf helikopters.
- Orizzonteklasse raket-fregat – 2 schepen van 7050 ton; in 2007 en 2009 in dienst genomen. Ze zijn onder meer bewapend met 48 Aster-luchtdoelraketten.
- Bergaminiklasse fregat – 6 van op termijn 10 schepen van 6700 ton.
- Luigi Durand de la Penneklasse raket-torpedobootjager – 2 schepen van 5400 ton; in 1993 in dienst genomen. Deze zijn onder meer bewapend met 40 RIM-33 Standard-luchtdoelraketten.
- Maestraleklasse ASM-fregat – 7 van oorspronkelijk 8 schepen van 3040 ton; tussen 1982 en 1985 in dienst genomen. Ze worden vervangen door de Bergaminiklasse.
- Lupoklasse raket-fregat – 8 schepen van 2525 ton. De eerste vier werden tussen 1977 en 1980 in dienst genomen. Vier schepen die door Irak waren besteld maar door een wapenembargo niet geleverd mochten worden, werden aangepast en tussen 1994 en 1996 in dienst genomen als de Soldatiklasse. Bedoeling is om ze te vervangen door de geplande PPA-fregatten.
- Sirioklasse patrouilleschip – 2 schepen van 1518 ton; in 2003 in dienst genomen. Rond 2025 worden ze vervangen door de PPA.
- Comandantiklasse patrouilleschip – 4 schepen van 1512 ton; allen in 2004 in dienst genomen. Ook zij worden rond 2025 vervangen door de PPA.
- Sauroklasse onderzeeër – 4 van oorspronkelijk 8 boten van circa 1500 ton; tussen 1980 en 1995 in dienst genomen.
- Type 212 (Todaroklasse) onderzeeër – 4 boten van circa 1500 ton; tussen 2006 en 2017 in dienst genomen. Ze kunnen tot drie weken onderwater blijven, en zouden erg stil zijn.
- Minervaklasse korvetten – 2 van oorspronkelijk 8 schepen van 1285 ton; tussen 1987 en 1991 in dienst genomen. Vier zijn aan de Bangladese kustwacht verkocht. Ze worden vervangen door de PPA.
- Cassiopeaklasse patrouilleschip – 4 schepen van 1130 ton; tussen 1989 en 1992 in dienst genomen. Ook deze worden rond 2025 vervangen door de PPA.
- Lericiklasse mijnenveger – 12 schepen van circa 500 ton. De eerste vier werden in 1985 in dienst genomen. Tussen 1992 en 1996 werden nog acht stuks in dienst genomen. Deze worden ook wel als Gaetaklasse aangeduid. Rond 2020 gaan ze allemaal uit dienst.
- Esploratoreklasse kustpatrouilleschip – 4 schepen van 181,5 ton; tussen 1997 en 2005 in dienst genomen.

De uitgebreide vloot van ondersteuningsschepen omvat onder andere:
- Etna bevoorradingsschip – 13 400 ton; in 1998 in dienst genomen. Het kan brandstof, water en voedsel vervoeren. De Griekse marine heeft een zusterschip in dienst.
- Stromboliklasse bevoorradingsschip – 2 schepen van 4200 ton; in 1975 en 1978 in dienst genomen. Ze worden tegen 2020 vervangen door een nieuw type logistieke ondersteuningsschepen.
- Anteo onderzeeërreddingsschip – 3120 ton; in 1980 in dienst genomen. Het wordt tegen 2020 vervangen door een nieuw schip.
- Elettra surveillanceschip – 3180 ton; in 2003 in dienst genomen. Een ander schip van dezelfde klasse, Alliance, is eigendom van de NAVO, en voer vanaf 1986 lange tijd onder Duitse vlag. In 2016 werd het in dienst genomen bij de Italiaanse marine als onderzoeksschip.

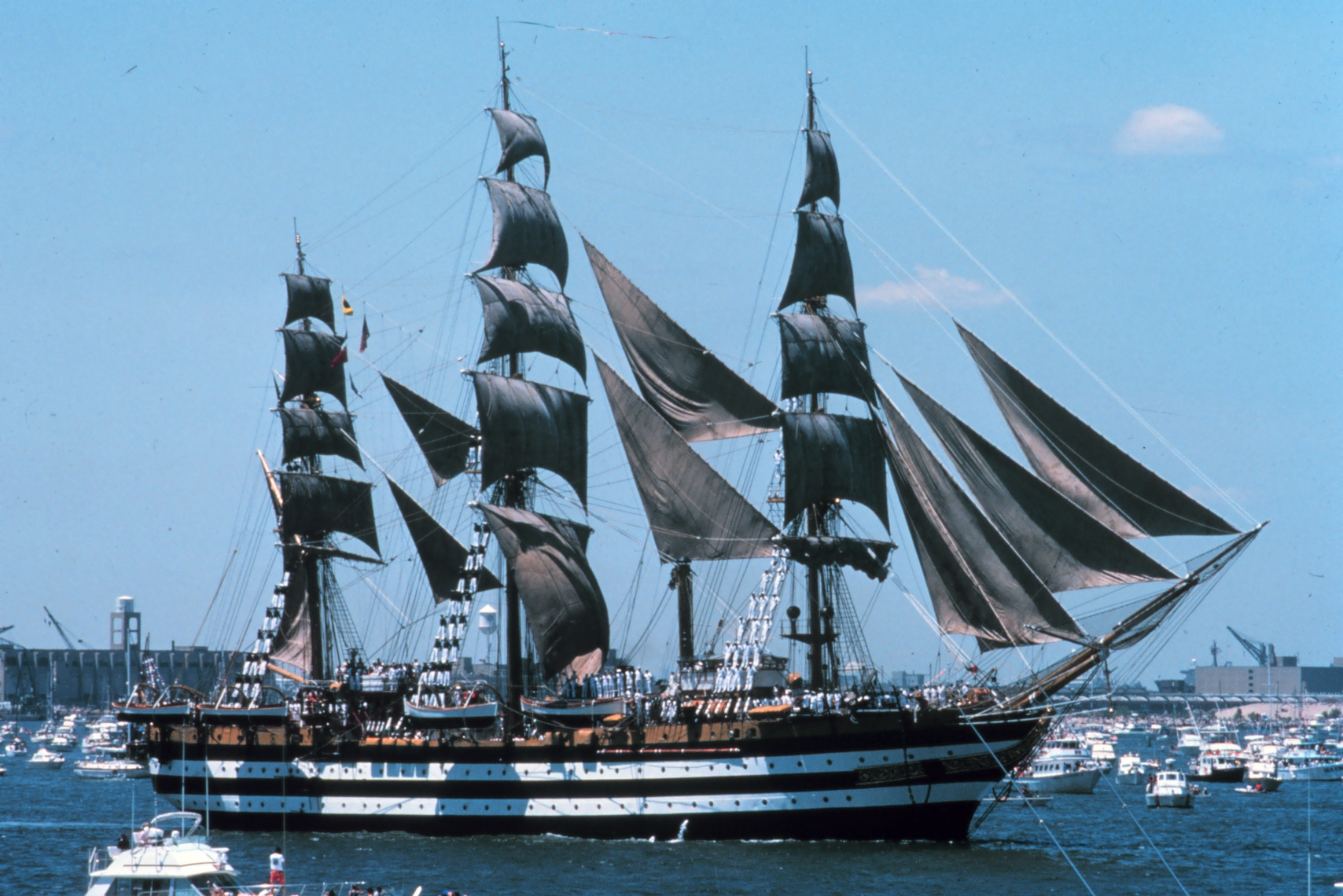
Het zeilschip Amerigo Vespucci doet New York aan in juli 1976.

De marine heeft ook een aantal motor- en zeilschepen ter beschikking om cadetten op te leiden. Volgende zijn de klassieke zeilschepen:
- Amerigo Vespucci driemast volschip – 3443 ton; in 1931 in dienst genomen.
- Palinuro driemast barkentijn – 1341 ton; in Frankrijk gebouwd in 1934 en in 1955 in dienst genomen.
- Italia tweemast brigantijn – 404 ton; in 1993 in Polen gebouwd en in 2007 in dienst genomen.

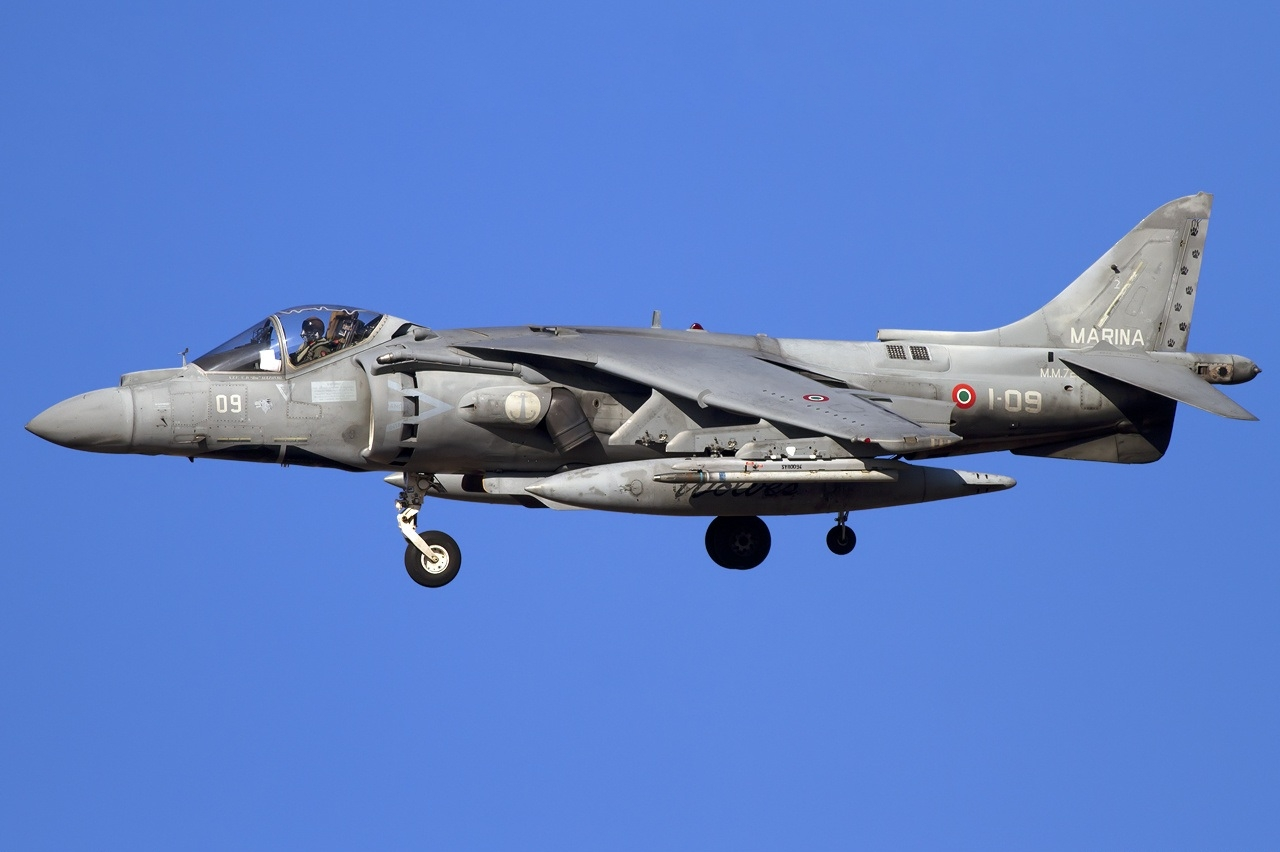
Een Harrier II in april 2012.

De marineluchtdienst opereert voornamelijk met helikopters, maar heeft ook een aantal V/STOL-gevechtsvliegtuigen voor gebruik met de vliegdekschepen:
- 16 McDonnell Douglas AV-8B Harrier II S/VSTOL-straaljagers. Deze zouden worden vervangen door vijftien F-35B's.
- 3 Piaggio P.180 Avanti-propellervliegtuigen.
- 48 Bell 212-marine- en transporthelikopters. Ze worden vervangen door de NH90.
- 39 NH90's, waarvan de leveringen anno 2017 gaande zijn.
- 22 AgustaWestland AW101-marine- en transporthelikopters. Vier toestellen zijn uitgerust als AWACS.

Daarnaast opereert ze ook een aantal drones:
- 2 Schiebel Camcopter S-100 onbemande helikopters.
- 10 Boeing ScanEagle onbemande vliegtuigjes.